# Burg Schreckenmanklitz
Die Burg Schreckenmanklitz, auch Burg Kellhöf oder Feste zum Anklis genannt, ist eine abgegangene Wasserburg an einem Weiher bei dem Ortsteil Schreckenmanklitz des Marktes Weiler-Simmerberg im Landkreis Lindau in Bayern.
Die Wasserburg wurde 1366 erwähnt und bereits 200 Jahre später 1569 als verfallen bezeichnet. Als Besitzer der Burg werden die Herren von Weiler, die vermutlich Dienstmannen des Abtes von St. Gallen waren, und die Herren von Hertenegg genannt. Von der ehemaligen Burganlage sind nur noch einige Mauerreste erhalten.